# Brigitte Köck
Brigitte Köck (Innsbruck, 18 de mayo de 1970) es una deportista austríaca que compitió en snowboard, especialista en las pruebas de eslalon.
Participó en los Juegos Olímpicos de Nagano 1998, obteniendo la medalla de bronce en la prueba de eslalon gigante.

## Medallero internacional
| Juegos Olímpicos | Juegos Olímpicos | Juegos Olímpicos  | Juegos Olímpicos |
| Año              | Lugar            | Medalla           | Competición      |
| ---------------- | ---------------- | ----------------- | ---------------- |
| 1998             | Nagano (Japón)   | Medalla de bronce | Eslalon gigante  |